# Lawrence Aller
Lawrence Hugh Aller (* 24. September 1913 in Tacoma; † 16. März 2003) war ein US-amerikanischer Astronom.
Er wurde in Tacoma, Washington geboren. Die High School schloss er nie ab und arbeitete zeitweise als Goldschürfer. Seinen Doktor der Wissenschaften erwarb er 1943 an der Harvard University. An der University of Michigan wurde er zum Professor für Astronomie, bis er 1960 an die University of California, Berkeley wechselte, um dort die Astronomieabteilung mit aufzubauen. 1961 wurde er in die American Academy of Arts and Sciences gewählt, 1962 in die National Academy of Sciences.
1992 gewann er die Henry Norris Russell Lectureship.
Schwerpunktgebiet seiner Arbeit war die chemische Zusammensetzung von Sternen und Nebeln.